# Трачинский, Илья Владимирович
Илья Владимирович Трачинский (бел. Ілья Уладзіміравіч Трачынскі; род. 29 мая 1989, Минск) — белорусский футболист, полузащитник.

## Клубная карьера
Начинал взрослую карьеру в дубле солигорского «Шахтера», но за основную команду так и не сыграл. В 2011 году играл в Высшей лиге за «Витебск», однако провёл лишь 6 матчей за сезон, а команда вылетела в Первую лигу. В 2013—2014 годах играл за «Ислочь» и «Смолевичи-СТИ».
В 2015 году переехал в Литву, став игроком дебютанта A-Лиги — клуба «Утенис». Сначала был игроком основы, но в конце сезона потерял место в составе. В 2016 году выступал за другой литовский клуб «Шилас», которому помог одержать победу во втором дивизионе и выйти в A-Лигу.
В январе 2017 года прибыли на просмотр в «Слуцк», с которым в итоге подписал контракт. В составе команды стал выходить на замену в конце матча. 25 июня 2017 года отметился своим первым голом в Высшей лиге, когда после выхода на замену в конце встречи поразил ворота «Витебска», чем принёс случанам победу со счётом 1:0. В августе 2017 по соглашению сторон оставил слуцкий клуб, а позже перешёл в «Оршу».
В начале 2018 года он перешёл в микашевичский «Гранит» и в его составе стал капитаном команды. В январе 2019 года он перешёл в минский НФК. В августе того же года покинул столичную команду и перешел в «Слоним-2017», где был одним из основных игроков.
В апреле 2020 года стал игроком клуба «Макслайна». По результатам сезона 2021 помог команде выйти в Первую лигу. В феврале 2022 года продлил контракт с рогачёвским клубом. В начале 2023 года футболист продолжил карьеру в рогачёвском «Макслайне», который по итогу остался в Первой Лиге. В феврале 2023 года футболист официально продлил контракт с клубом. В декабре 2023 года футболист покинул клуб.

## Достижения
- Чемпион первой лиги Литвы: 2016